# Arche Noah (Münze)
| Arche Noah  | Arche Noah                     |
| ----------- | ------------------------------ |
| Metall:     | 99,9 % Ag 99,99 % Au           |
| Rand:       | geriffelt                      |
| Prägejahre: | 2011 bis heute                 |
| Vorderseite |                                |
| Motiv:      | Armenisches Wappen             |
| Rückseite   |                                |
| Motiv:      | Arche Noah, Berg Ararat, Taube |

Die armenische Münze Arche Noah ist eine Anlagemünze, die erstmals 2011 als Silbermünze erschien. Es gibt die Silbermünze in verschiedenen Größen mit einem Feingewicht von ¼ oz ( Unze), ½ oz, 1 oz, 5 oz, 10 oz, 1 kg und 5 kg aus Silber der Feinheit 999/1000. Obwohl die Münze mit ihrem Nennwert von 500 Dram (1 Unze) in Armenien ein offizielles Zahlungsmittel ist, wird sie nicht in dem vorderasiatischen Land hergestellt. Im Ausgabejahr 2017 wurde erstmals eine Goldmünze in Polierte Platte-Qualität als limitierte Sammlermünze ausgegeben, 2020 folgte eine Ausgabe in Stempelglanz. Produziert wird die Agenturausgabe von der Leipziger Edelmetallverarbeitung im Auftrag von Geiger Edelmetalle AG in Deutschland.
Ähnlich wie bei bekannten Anlagemünzen wie dem Maple Leaf, dem Wiener Philharmoniker oder dem US-amerikanischen Silver Eagle, bleibt auch bei dieser Münze das Motiv stets gleich.

## Hintergrund

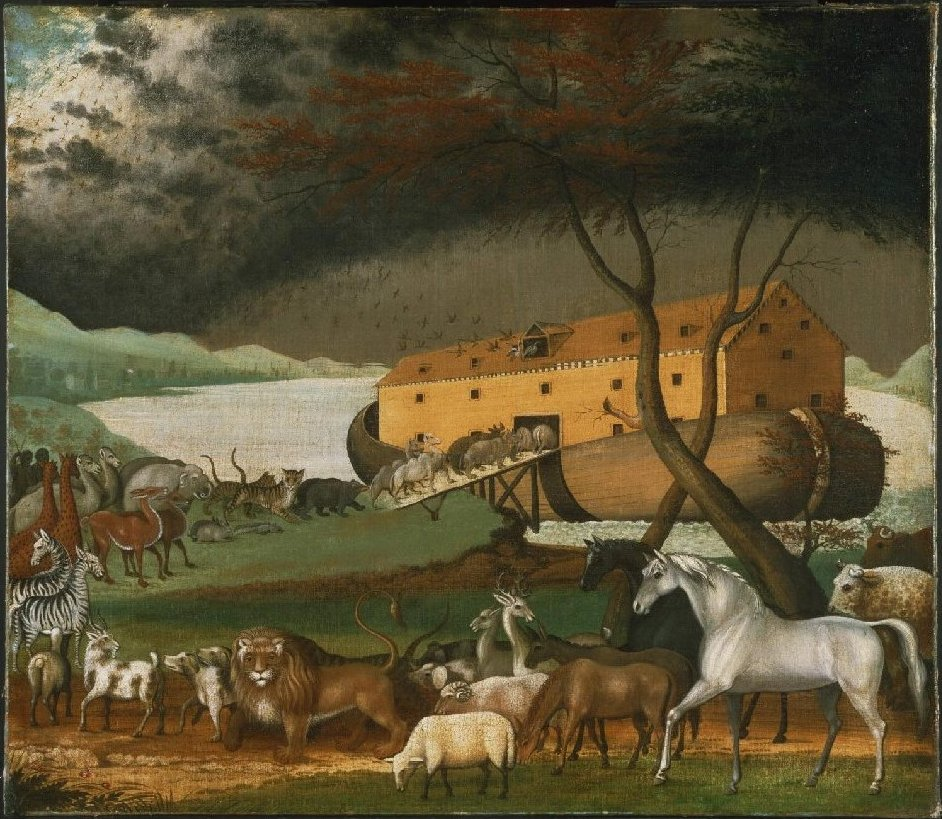
Künstlerische Darstellung der Arche-Noah-Erzählung: Gemälde „Noah's Ark“ von Edward Hicks, 1846.

Als Motiv für die Münze wurde die bekannte Bibelerzählung von Noah und seiner Arche ausgewählt. Sie beschreibt, wie Gott die Menschheit wegen der von ihr begangenen Sünden mit einer gewaltigen Sintflut bestraft. Die einzige Ausnahme bildet der fromme Noah mit seiner Familie, dem Gott vorab von der Sintflut berichtet und ihm aufträgt, ein gewaltiges Schiff zu bauen. Mit Hilfe dieser Arche bleiben Noah, seine Verwandten und eine große Schar Tiere von der Flut verschont und können nach ihrer Strandung auf dem Berg Ararat die Menschheit neu aufbauen.
Der Grund, weshalb man sich bei dem Motiv für die Münze für ebendiese Geschichte entschied, ist ihre Verbindung zur armenischen Geschichte. So lag der Berg Ararat bis in die 1920er Jahre noch zu einem großen Teil auf armenischem Staatsgebiet, da die Grenze zwischen dem kleinen kaukasischen Staat und der Türkei genau über den Gipfel des Berges verlief. Als das Land nach dem Ersten Weltkrieg zwischen der Sowjetunion und der Türkei aufgeteilt wurde, fiel dann der gesamte Berg der Türkei zu. Obwohl der Ararat heute auf der Landkarte nicht mehr zu Armenien gehört, ist er immer noch ein wichtiger Teil der nationalen Identität. So ist eine symbolische Abbildung noch heute im offiziellen Staatswappen von Armenien zu finden.

## Vorderseite
Das Staatswappen ziert auch das Avers (die Vorderseite) der Münze. Neben dem armenischen Hoheitszeichen ist auf dieser Münzseite außerdem die Aufschrift „Republic of Armenia“ in Englisch und in Armenisch geprägt sowie der jeweilige Nennwert zwischen 100 und 20.000 Dram. Auch die für Anleger wichtigen Daten sind auf dieser Seite wiedergegeben. Hierzu zählt der Feingehalt der Münze sowie ihr Feingewicht und das Prägejahr.

## Rückseite

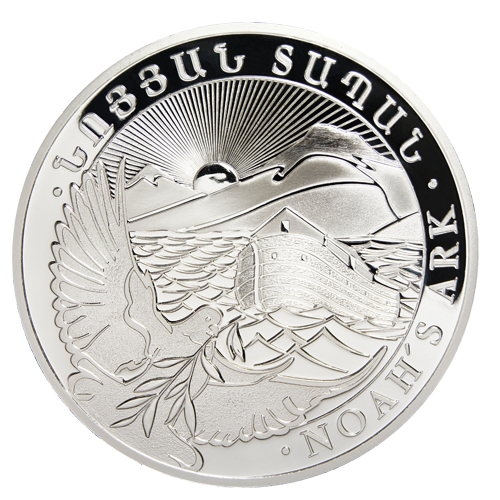
Die Rückseite der Arche Noah Münze mit der Arche vor dem Berg Ararat und der Taube mit dem Olivenzweig

Auf der Rückseite der Münze ist eine sehr fein gestaltete Darstellung der namensgebenden Arche aufgeprägt. Außerdem ist im Hintergrund der Berg Ararat erkennbar, an dem die Reise von Noah und seiner Arche endete. Im Vordergrund sieht man die Taube mit Olivenzweig im Schnabel, die Noah laut Bibeltext das Ende der Sintflut ankündigte. Neben der Abbildung ist auf dieser Seite der englische Name der Münze „Noah’s Ark“ sowie dessen Übersetzung ins Armenische vorhanden.

## Material

### Gold
Die Goldmünzen werden mit einem Feingehalt von 999,9/1000 geprägt. Der Durchmesser beträgt  38,6 mm (1 Unze).
Die Anlagemünze in Stempelglanz wie auch die Proof-Ausgabe gibt es in den Feingewichten ¼ oz, ½ oz, 1 oz und 1 g.
Anders als gängige Bullion-Münzen wird die Anlagemünze Arche Noah Gold mit veredeltem Echtheitszertifikat, inklusive fortlaufender Nummerierung, in einer Sicherheitskapsel verpackt, welche nur durch Zerstörung zu öffnen ist.

### Silber
Die Silbermünzen werden mit einem Feingehalt von 999/1000 geprägt. Der Durchmesser beträgt  38,6 mm (1 Unze) und der Rand ist geriffelt.
Seit dem ersten Ausgabejahr 2011 gibt es die Münze in den Feingewichten ¼ oz, ½ oz und 1 oz. Seit 2012 werden auch Münzen zu 5 und 10 Unzen sowie zu 1 und 5 Kilogramm geprägt.

## Anlagemünze in Gold

### Technische Spezifikationen
| Größe | Nominalwert | Durchmesser | Feingewicht | Feinheit |
| ----- | ----------- | ----------- | ----------- | -------- |
| 1 g   | 500 Dram    | ⌀ 16,54 mm  | 1 g         | 999,9    |
| ¼ oz  | 10000 Dram  | ⌀ 25,20 mm  | 7,78 g      | 999,9    |
| ½ oz  | 25000 Dram  | ⌀ 30,20 mm  | 15,55 g     | 999,9    |
| 1 oz  | 50000 Dram  | ⌀ 38,60 mm  | 31,1 g      | 999,9    |

## Anlagemünze in Silber

### Technische Spezifikationen
| Größe | Nominalwert | Durchmesser | Feingewicht | Feinheit |
| ----- | ----------- | ----------- | ----------- | -------- |
| ¼ oz  | 100 Dram    | ⌀ 20,18 mm  | 7,78 g      | 999      |
| ½ oz  | 200 Dram    | ⌀ 27,66 mm  | 15,55 g     | 999      |
| 1 oz  | 500 Dram    | ⌀ 38,60 mm  | 31,1 g      | 999      |
| 5 oz  | 1000 Dram   | ⌀ 60,15 mm  | 155,5 g     | 999      |
| 10 oz | 5000 Dram   | ⌀ 75,50 mm  | 311 g       | 999      |
| 1 kg  | 10000 Dram  | ⌀ 100,00 mm | 1.000 g     | 999      |
| 5 kg  | 20000 Dram  | ⌀ 149,62 mm | 5.000 g     | 999      |

### Prägezahlen
| Jahr | 1/4 oz  | 1/2 oz  | 1 oz    | 5 oz  | 10 oz | 1 Kilo | 5 Kilo |
| ---- | ------- | ------- | ------- | ----- | ----- | ------ | ------ |
| 2011 | 17.068  | 15.533  | 268.325 |       |       |        |        |
| 2012 | 173.696 | 102.028 | 457.576 | 3.550 | 2.003 | 2.449  | 163    |
| 2013 | 124.713 | 90.024  | 581.800 | 2.436 | 1.992 | 2.826  | 171    |
| 2014 | 113.723 | 87.563  | 566.323 | 4.535 | 3.645 | 2.590  | 476    |
| 2015 | 183.622 | 139.722 | 960.182 | 3.348 | 4.065 | 2.485  | 473    |
| 2016 | 292.562 | 156.002 | 529.202 | 4.123 | 4.562 | 3.606  | 449    |
| 2017 | 388.501 | 81.701  | 479.551 | 2.559 | 2.360 | 1.507  | 332    |
| 2018 | 298.501 | 73.601  | 234.001 | 1.401 | 1.061 | 963    | 195    |
| 2019 | 337.001 | 66.001  | 725.001 | 2.123 | 1.945 | 2.670  | 284    |
| 2020 | 666.501 | 111.041 | 861.001 | 3.801 | 3.881 | 1.520  | 350    |